# Ciutura
Ciutura – wieś w Rumunii, w okręgu Dolj, w gminie Vârvoru de Jos. W 2011 roku liczyła 670 mieszkańców.